# Campeonato regional de fútbol de Santo Antão Sur 2013-14
El campeonato regional de Santo Antão Sur 2013-14 es el campeonato que se juega en la isla de Santo Antão en el municipio de Porto Novo. Este año no participan los equipos de Fiorentina y Lajedos, pero se incorporan dos equipos nuevos el Santo André y Tarrafal de Monte Trigo. Empezó el 14 de diciembre de 2013 y terminará el 23 de marzo de 2014. El torneo lo organiza la federación de fútbol de Santo Antão Sur.
Académica do Porto Novo es el equipo defensor del título. Un total de 7 equipos participan en la competición, se juegan 14 jornadas a ida y vuelta. Todos los partidos se juegan en el estadio municipal de Porto Novo.

## Equipos participantes
- Académica do Porto Novo
- Inter
- CS Marítimo
- CF Sanjoanense do Porto Novo
- Santo André
- Sporting Clube do Porto Novo
- Tarrafal FC de Monte Trigo

## Tabla de posiciones
Actualizado a 24 de marzo de 2014
|   | Equipo                       | PJ | PG | PE | PP | GF | GC | DG  | PTS |
| - | ---------------------------- | -- | -- | -- | -- | -- | -- | --- | --- |
| 1 | Académica do Porto Novo      | 12 | 11 | 1  | 0  | 37 | 5  | +32 | 34  |
| 2 | CS Marítimo                  | 12 | 7  | 3  | 2  | 27 | 11 | +16 | 24  |
| 3 | Tarrafal FC de Monte Trigo   | 12 | 5  | 4  | 3  | 10 | 9  | +1  | 19  |
| 4 | CF Sanjoanense do Porto Novo | 12 | 4  | 2  | 6  | 14 | 17 | -3  | 14  |
| 5 | Inter                        | 12 | 3  | 4  | 5  | 10 | 20 | -10 | 13  |
| 6 | Sporting Clube do Porto Novo | 12 | 3  | 1  | 8  | 11 | 22 | -11 | 10  |
| 7 | Santo André                  | 12 | 0  | 3  | 9  | 6  | 31 | -25 | 3   |

## Resultados
| Tarrafal Monte Trigo | 1 - 0 | Inter       | 14 de diciembre | 14:00 |
| Académica P.N.       | 1 - 1 | Marítimo    | 14 de diciembre | 16:00 |
| Sanjoanense P.N.     | 2 - 1 | Santo André | 15 de diciembre | 16:00 |

| Sporting P.N. | 1 - 0 | Sanjoanense P.N.     | 21 de diciembre | 14:00 |
| Marítimo      | 0 - 0 | Tarrafal Monte Trigo | 21 de diciembre | 15:00 |
| Santo André   | 0 - 8 | Académica P.N.       | 21 de diciembre | 16:00 |

| Inter                | 1 - 4 | Marítimo      | 28 de diciembre | 14:00 |
| Tarrafal Monte Trigo | 0 - 0 | Santo André   | 28 de diciembre | 16:00 |
| Académica P.N.       | 2 - 0 | Sporting P.N. | 29 de diciembre | 15:00 |

| Sanjoanense P.N. | 2 - 3 | Académica P.N.       | 4 de enero | 14:00 |
| Sporting P.N.    | 0 - 4 | Tarrafal Monte Trigo | 4 de enero | 16:00 |
| Santo André      | 0 - 0 | Inter                | 5 de enero | 15:00 |

| Marítimo             | 2 - 2 | Santo André      | 11 de enero | 14:00 |
| Inter                | 2 - 1 | Sporting P.N.    | 11 de enero | 16:00 |
| Tarrafal Monte Trigo | 0 - 0 | Sanjoanense P.N. | 12 de enero | 15:00 |

| Sporting P.N.    | 0 - 3 | Marítimo             | 17 de enero | 15:00 |
| Académica P.N.   | 2 - 0 | Tarrafal Monte Trigo | 18 de enero | 14:00 |
| Sanjoanense P.N. | 0 - 1 | Inter                | 18 de enero | 16:00 |

| Santo André | 0 - 4 | Sporting P.N.    | 25 de enero | 14:00 |
| Marítimo    | 0 - 2 | Sanjoanense P.N. | 25 de enero | 16:00 |
| Inter       | 1 - 4 | Académica P.N.   | 26 de enero | 15:00 |

| Santo André | 1 - 2 | Sanjoanense P.N.     | 7 de febrero | 16:00 |
| Inter       | 0 - 0 | Tarrafal Monte Trigo | 9 de febrero | 14:00 |
| Marítimo    | 1 - 3 | Académica P.N.       | 9 de febrero | 16:00 |

| Académica P.N.       | 3 - 0 | Santo André   | 14 de febrero |  |
| Sanjoanense P.N.     | 4 - 0 | Sporting P.N. | 15 de febrero |  |
| Tarrafal Monte Trigo | 0 - 4 | Marítimo      | 15 de febrero |  |

| Sporting P.N. | 0 - 1 | Académica P.N.       | 21 de febrero |  |
| Marítimo      | 3 - 0 | Inter                | 22 de febrero |  |
| Santo André   | 1 - 2 | Tarrafal Monte Trigo | 22 de febrero |  |

| Académica P.N.       | 4 - 0 | Sanjoanense P.N. | 28 de febrero |  |
| Tarrafal Monte Trigo | 1 - 0 | Sporting P.N.    | 1 de marzo    |  |
| Inter                | 3 - 0 | Santo André      | 1 de marzo    |  |

| Sporting P.N.    | 1 - 1 | Inter                | 7 de marzo |  |
| Sanjoanense P.N. | 1 - 2 | Tarrafal Monte Trigo | 8 de marzo |  |
| Santo André      | 0 - 3 | Marítimo             | 8 de marzo |  |

| Marítimo             | 3 - 2 | Sporting P.N.    | 14 de marzo |  |
| Tarrafal Monte Trigo | 0 - 1 | Académica P.N.   | 15 de marzo |  |
| Inter                | 1 - 1 | Sanjoanense P.N. | 15 de marzo |  |

| Académica P.N.   | 5 - 0 | Inter       | 21 de marzo |  |
| Sporting P.N.    | 2 - 1 | Santo André | 22 de marzo |  |
| Sanjoanense P.N. | 0 - 3 | Marítimo    | 22 de marzo |  |

### Evolución de las posiciones
| Equipo / Jornada     | 01 | 02 | 03 | 04 | 05 | 06 | 07 | 08 | 09 | 10 | 11 | 12 | 13 | 14 |
| -------------------- | -- | -- | -- | -- | -- | -- | -- | -- | -- | -- | -- | -- | -- | -- |
| Académica P.N.       | 4  | 1  | 1  | 1  | 1  | 1  | 1  | 1  | 1  | 1  | 1  | 1  | 1  | 1  |
| Inter                | 7  | 6  | 7  | 7  | 5  | 4  | 5  | 5  | 5  | 5  | 5  | 5  | 5  | 5  |
| Marítimo             | 3  | 5  | 2  | 3  | 3  | 2  | 2  | 4  | 3  | 2  | 3  | 3  | 2  | 2  |
| Sanjoanense P.N.     | 1  | 4  | 4  | 4  | 4  | 5  | 4  | 3  | 2  | 3  | 4  | 4  | 4  | 4  |
| Santo André          | 6  | 7  | 6  | 6  | 7  | 7  | 7  | 7  | 7  | 7  | 7  | 7  | 7  | 7  |
| Sporting P.N.        | 5  | 3  | 5  | 5  | 6  | 6  | 6  | 6  | 6  | 6  | 6  | 6  | 6  | 6  |
| Tarrafal Monte Trigo | 2  | 2  | 3  | 2  | 2  | 3  | 3  | 2  | 4  | 4  | 2  | 2  | 3  | 3  |

| Campeón Académica do Porto Novo 8.º título |